# Ozriek
Ozriek (ros. Озрек) – wieś w Rosji, w Kabardo-Bałkarii, w rejonie leskieńskim. W 2010 liczyła 1522 mieszkańców, głównie Osetyjczyków.